# Robert Lachowicz
Robert Lachowicz (* 8. Februar 1990 in Nottingham, England) ist ein britischer Eishockeyspieler, der seit 2023 beim Glasgow Clan in der Elite Ice Hockey League unter Vertrag steht.

## Karriere

### Vereinskarriere
Robert Lachowicz spielte zu Beginn seiner Eishockey-Karriere bei verschiedenen Nachwuchsteams in seiner Heimatstadt Nottingham. Mit den Nottingham Leopards gewann er 2008 die britische U18-Meisterschaft. Seit 2007 spielte er für die Nottingham Panthers in der Elite Ice Hockey League (EIHL). Als Hauptrundensieger der EIHL gewann er mit den Panthers 2013 die britische Meisterschaft. Die Playoffs der Liga gewann er mit dem Klub 2011, 2012, 2013 und 2016. Zudem gelang 2008, 2010, 2011, 2012, 2013, 2014 und 2016 der Gewinn des Challenge Cups. 2017 gewann er mit den Panthern den Continental Cup. In der Spielzeit 2009/10 spielte er zudem zeitweilig für Manchester Phoenix in der English Premier Ice Hockey League. 2021 verließ er nach 14 die Panther und schloss sich den Guildford Flames an für die er zwei Jahre ebenfalls in der Elite Ice Hockey League spielte. Anschließend unterzeichnete er einen Vertrag beim schottischen Ligarivalen Glasgow Clan.

### International
Im Juniorenbereich stand Lachowicz für Großbritannien bei den U18-Weltmeisterschaften 2007 in der Division I und 2008 in der Division II sowie den U20-Weltmeisterschaften der Division II 2009 und 2010 auf dem Eis.
In der britischen Herren-Nationalmannschaft wurde Lachwicz erstmals bei der Weltmeisterschaft 2011 in der Division I eingesetzt. Auch bei den Weltmeisterschaften 2012, 2013, 2014, 2015, 2016, 2017 und 2018, als den Briten erstmals seit dem Abstieg 1994 wieder der Aufstieg in die Höchste Stufe der Weltmeisterschaften gelang, und 2023 spielte er in der Division I. Nach dem Aufstieg 2018 spielte er 2019, 2021 und 2022 in der Top-Division. Zudem vertrat er seine Farben bei den Qualifikationsturnieren für die Olympischen Winterspiele in Sotschi 2014, in Pyeongchang 2018 und in Peking 2022.

## Erfolge und Auszeichnungen
- 2008 Britischer U18-Meister mit den Nottingham Leopards
- 2008 Challenge-Cup-Sieger mit den Nottingham Panthers
- 2010 Challenge-Cup-Sieger mit den Nottingham Panthers
- 2011 Playoff-Sieger der Elite Ice Hockey League und Challenge-Cup-sieger mit den Nottingham Panthers
- 2012 Playoff-Sieger der Elite Ice Hockey League und Challenge-Cup-Sieger mit den Nottingham Panthers
- 2013 Britischer Meister, Playoff-Sieger der Elite Ice Hockey League und Challenge-Cup-Sieger mit den Nottingham Panthers
- 2014 Challenge-Cup-Sieger mit den Nottingham Panthers
- 2016 Playoff-Sieger der Elite Ice Hockey League und Challenge-Cup-Sieger mit den Nottingham Panthers
- 2017 IIHF-Continental-Cup-Gewinn mit den Nottingham Panthers
- 2021 Gewinn der EIHL-Series mit den Nottingham Panthers

### International
- 2010 Aufstieg in die Division I bei der U20-Weltmeisterschaft der Division II, Gruppe A
- 2017 Aufstieg in die Division I, Gruppe A bei der Weltmeisterschaft der Division I, Gruppe B
- 2018 Aufstieg in die Top-Division bei der Weltmeisterschaft der Division I, Gruppe A
- 2023 Aufstieg in die Top-Division bei der Weltmeisterschaft der Division I, Gruppe A

## Statistik
(Stand: Ende der Saison 2022/23)